# Торбен Грут
Торбен Грут (швед. Torben Grut) — шведський архітектор. 
Був архітектором Стокгольмського Олімпійського Стадіону в 1912 році, членом Олімпійського комітету Данії. Крім стадіону, також проектував палац «Солліден» (літня резиденція шведських королів) і посольство Швеції в Фінляндії.
Помер на 74 році життя в Данії. Також, можна відзначити, що його син Вільям завоював золото і срібло на Олімпіадах в Лондоні і Санкт-Моріц відповідно.